# Berkatal
Berkatal ist eine Gemeinde im Werra-Meißner-Kreis in Hessen (Deutschland).

## Geographie

### Lage
Berkatal liegt im Geo-Naturpark Frau-Holle-Land (Werratal.Meißner.Kaufunger Wald) am Fuße des Bergmassivs Hoher Meißner. Die Berka entspringt im Gemeindegebiet.

### Nachbargemeinden
Berkatal grenzt im Westen und Norden an die Stadt Bad Sooden-Allendorf, im Osten an die Stadt Eschwege, im Süden an die Gemeinde Meißner (Gemeinde), sowie im Südwesten an die beiden Städte Hessisch Lichtenau und Großalmerode (alle im Werra-Meißner-Kreis).

### Gemeindegliederung
Die Gemeinde besteht aus den drei Ortsteilen Frankenhain, Frankershausen (Sitz der Gemeindeverwaltung) und Hitzerode. Die nächstgrößere Stadt ist die Kreisstadt Eschwege. Berkatal liegt ca. 40 km südlich von Göttingen und 45 km östlich von Kassel.

## Geschichte

### Frankershausen
Der Ortsteil Frankershausen ist mit der ersten urkundlichen Erwähnung aus dem Jahr 876 eine der ältesten Ortschaften der Region. Zunächst gehörte Frankershausen zum Herrschaftsbereich der Grafen von Bilstein, deren letzter, Otto II., das Dorf mit seinem gesamten übrigen Besitz im Jahr 1301 an den Landgrafen Heinrich I. von Hessen verkaufte. Die Landgrafen von Hessen belehnten im weiteren Verlauf der Ortsgeschichte verschiedene adlige Familien mit den Rechten in Frankershausen. Ursprünglich erstreckte sich der Ortskern rund um die klassizistisch erweiterte Dorfkirche. Mit dem Beginn des Salzhandels im 16. Jahrhundert wurde das Tal zu beiden Seiten der Berka besiedelt. Im Laufe der Zeit entstanden große Hofanlagen mit stattlichen unterkellerten Wohnhäusern, in denen der zum Verkauf bestimmte Wein aus dem Rheinland lagerte. Noch heute bezeugen die erhaltenen Häuser aus dem späten 18. Jahrhundert entlang der „Berkastraße“ und „Am Wasser“ den Wohlstand der Frankershäuser Salz- und Weinhändler. In Frankershausen bestehen heute zahlreiche Handwerksbetriebe, Handelsgewerbe sowie ein mittelständischer metallverarbeitender Betrieb. Im Jahr 1976 wurde das 1200-jährige Jubiläum des Ortes gefeiert.

### Frankenhain
Der Ortsteil Frankenhain ist mit der ersten urkundlichen Erwähnung 1360 der drittälteste Ort der Gemeinde. Der Ort erhielt im Zuge des aufblühenden Salz- und Weinhandels, dem sich die Bewohner des gesamten Meißnervorlandes seit dem 16. Jahrhundert widmen, im 17. und 18. Jahrhundert wirtschaftlichen Auftrieb. Die ansässigen Fuhrleute errichteten im Verlauf der heutigen „Meißnerstraße“ großzügige Hofanlagen mit den typischen, für die Lagerung des Weines bestimmten, großen Kellern. Im 19. Jahrhundert wurden der Bergbau und die Schmelztiegelproduktion zur hauptsächlichen Erwerbsquellen für die Bewohner von Frankenhain. Noch heute existiert in Frankenhain ein Betrieb zur Schmelztiegelproduktion, der weltweit seine Produkte vertreibt.

### Hitzerode
Hitzerode wurde erstmals im Jahr 1195 in einer Urkunde des Papstes Coelestin III. erwähnt, in welcher dieser den Besitz des Klosters Germerode bestätigte. Um 1300 fiel Hitzerode an die Landgrafen von Hessen. 1498 gehörte eine Hälfte zur Landgrafschaft Hessen, die andere Hälfte war landgräfliches Lehen derer von Völkershausen, dann ab 1416 des landgräflichen Amtmanns auf Bilstein, Apel Appe zu Aue, und dessen Söhnen Hans und Apel Appe und nach deren Hinscheiden ab 1463 der mit ihnen verschwägerten Herren von Eschwege. Die Dorfgeschichte und -gestalt wurde wie auch in den anderen Ortsteilen der Gemeinde Berkatal durch den Salz- und Weinhandel geprägt. Konzentrierte sich in der Frühzeit der Ortsgeschichte die Bebauung auf den „Kirchberg“ und den Verlauf der „Albunger Straße“, so wurde mit dem beginnenden Salzhandel die „Lange Straße“ bebaut, die vom Dohlsbach in Richtung Frankershausen über den Meißner nach Spangenberg befahren wurde. Dort entstanden die noch heute das Ortsbild prägenden, repräsentativen Hofanlagen der wohlhabenden Kaufleute.

### Zusammenschluss zur Gemeinde Berkatal
Am 31. Dezember 1971 wurde die Gemeinde Berkatal bei der Gebietsreform in Hessen durch den Zusammenschluss der bisher selbständigen Gemeinden Frankenhain, Frankershausen und Hitzerode neu gebildet.
Zunächst war unklar, ob Hitzerode nicht nach Bad Sooden-Allendorf eingemeindet werden sollte, so hat Hitzerode noch heute die Telefon-Ortsnetzkennzahl 05652 (Bad Sooden-Allendorf) im Gegensatz zu den anderen beiden Ortsteilen, die 05657 (Meißner) als Vorwahl haben.

## Einwohnerentwicklung
Zwischen 2011 und 2019 verlor die Gemeinde 12,6 % seiner Einwohner, die Einwohnerzahl sank von 1673 auf 1463 (Quelle: HessStatLA).

## Politik

### Gemeindevertretung
Die Kommunalwahl am 14. März 2021 lieferte folgendes Ergebnis, in Vergleich gesetzt zu früheren Kommunalwahlen:
| Gemeindevertretung – Kommunalwahlen 2021 | Gemeindevertretung – Kommunalwahlen 2021                    |
| --- | ----------------------------------------------------------- |
| Stimmenanteil in %Wahlbeteiligung 68,1 % 403020100 35,033,731,3 ÜWGSPDCDUGewinne und Verlusteim Vergleich zu 2016 %p 4 2 0 −2 −4+3,9−2,1−1,8ÜWGSPDCDU | SitzverteilungInsgesamt 15 Sitze - SPD: 5 - ÜWG: 5 - CDU: 5 |

| Parteien und Wählergemeinschaften | Parteien und Wählergemeinschaften           | % 2021 | Sitze 2021 | % 2016 | Sitze 2016 | % 2011 | Sitze 2011 | % 2006 | Sitze 2006 | % 2001 | Sitze 2001 |
| ÜWG                               | Überparteiliche Wählergemeinschaft          | 35,0   | 5          | 31,1   | 5          | 28,6   | 4          | 30,0   | 5          | 30,0   | 5          |
| SPD                               | Sozialdemokratische Partei Deutschlands     | 33,7   | 5          | 35,8   | 5          | 40,8   | 6          | 40,2   | 6          | 39,7   | 6          |
| CDU                               | Christlich Demokratische Union Deutschlands | 31,3   | 5          | 33,1   | 5          | 30,6   | 5          | 26,8   | 4          | 23,2   | 3          |
| BLB                               | Bürgerliste Berkatal                        | —      | —          | —      | —          | —      | —          | 3,0    | 0          | 7,1    | 1          |
| Gesamt                            | Gesamt                                      | 100    | 15         | 100    | 15         | 100    | 15         | 100    | 15         | 100    | 15         |
| Wahlbeteiligung in %              | Wahlbeteiligung in %                        | 68,1   | 68,1       | 64,5   | 64,5       | 62,8   | 62,8       | 66,1   | 66,1       | 71,9   | 71,9       |

Die Gemeindevertretung hat zwei Ausschüsse mit je sechs Mitgliedern eingerichtet, einen Haupt-, Finanz- und Sozialausschuss sowie einen Bau- und Planungsausschuss.

### Bürgermeister
Nach der hessischen Kommunalverfassung wird der Bürgermeister für eine sechsjährige Amtszeit gewählt, seit dem Jahr 1993 in einer Direktwahl, und ist Vorsitzender des Gemeindevorstands, dem in der Gemeinde Berkatal neben dem Bürgermeister ehrenamtlich ein Erster Beigeordneter und fünf weitere Beigeordnete angehören. Bürgermeister ist seit dem 5. September 2023 Lutz Bergner (CDU), der bis dahin als Erster Beigeordneter dem Gemeindevorstand angehörte. Sein Amtsvorgänger Friedel Lenze (SPD) wechselte am 1. April 2023 nach seiner Wahl zum hauptamtlichen Ersten Kreisbeigeordneten zum Werra-Meißner-Kreis. Danach leitete Lutz Bergner als Erster Beigeordneter die Gemeindeverwaltung kommissarisch und die Wahl des neuen Bürgermeisters musste vorgezogen werden. Lutz Bergner erhielt am 2. Juli 2023 im ersten Wahlgang ohne Gegenkandidaten bei 51,26 Prozent Wahlbeteiligung 84,44 Prozent der Stimmen.
Amtszeiten der Bürgermeister
- 2023–2029 Lutz Bergner (CDU)[6]
- 1997–2023 Friedel Lenze (SPD)[7]
- 1991–1996 Hansjörg Haas (CDU)
- 1979–1990 Ferdinand Nieland (CDU)
- 1971–1978 Willi Hildebrandt (SPD)

### Wappen
Das Wappen wurde am 19. Juli 1976 durch das Hessische Ministerium des Innern genehmigt.
| Wappen von Berkatal | Blasonierung: „In Rot ein schräglinker silberner Wellenbalken, begleitet oben von einem gespreizten goldenen Kreuz, unten von einem sechsspeichigen goldenen Wagenrad.“                                                                                              |
| Wappen von Berkatal | Wappenbegründung: Der Wellenbalken stellt die namensgebende Berka (Bach) dar, das Kreuz – ein Frankenkreuz – in Anspielung auf die Namen der Ortsteile Frankershausen und Frankenhain; das Wagenrad weist auf das früher hier sehr verbreitete Fuhrmannsgewerbe hin. |

## Wirtschaft und Infrastruktur

### Bildung
In der Gemeinde gibt es einen Kindergarten.

### Verkehr
Im nahen Werratal verlaufen östlich die Bundesstraße 27 (Göttingen–Bad Hersfeld) und die Bahnstrecke Bebra–Göttingen.

## Sehenswürdigkeiten
- Burg Bilstein

Die Burg der Grafen von Bilstein wurde ab dem Jahr 1120 von Graf Rugger II. erbaut, der Bau war spätestens 1145 vollendet. Von der einstigen Burg Bilstein sind nur noch wenige Mauerreste, insbesondere Teile der Ringmauer, Reste eines Brunnens im Burghof sowie eine Zisterne am Burgberg erhalten. In der Umgebung der Burgruine befinden sich drei sogenannte Schanzen, die Hohe Schanze, die Schanze über dem Bilstein und die Schnepfenburg, die ebenfalls Burganlagen im weiteren Sinne darstellten. Der Sage nach soll der letzte Graf der Bilsteiner anlässlich der Belagerung sich mit seiner Familie in einer Kutsche den Abhang herabgestürzt haben, nachdem die Belagerer einen geheimen Gang zwischen Burg und im Tal gelegener Höllenmühle entdeckt hatten, durch welchen die Burg bis dahin versorgt wurde.
- Evangelische Pfarrkirche von Hitzerode

Die Kirche in Hitzerode wurde in exponierter Lage im alten Ortskern errichtet. Der Bau dauerte in seinen vier Abschnitten fast zwei Jahrhunderte. Der massive, untere Teil des Chorturmes wurde in den ersten Jahren des 16. Jahrhunderts erbaut. Die darüberliegenden Fachwerkgeschosse wurden 1687 aufgesetzt. Der Turm der evangelischen Kirche, die Welsche Haube, bildet seit 1738 den Abschluss des Chorturmes. Das 1793 angebaute Langhaus ist bis heute in der ursprünglichen Form erhalten worden. Die Orgel mit barockem Prospekt schwingt auf der Brüstung konkav in den Raum. Darüber hinaus beherbergt diese evangelische Pfarrkirche einen Taufstein, der auf das Jahr 1603 datiert ist.
- Frankenhainer Kirche mit Freskenmalerei

Die evangelische Pfarrkirche in Frankenhain ist an exponierter, erhöhter Lage im Ortskern errichtet. Der älteste erhaltene Teil der Anlage ist der im Kern frühgotische Chorturm, dem 1838 ein klassizistischer Quersaal vorgelagert wurde. Das äußere Erscheinungsbild des Baues wird von dem nur wenig gegliederten Chorturm geprägt, der den angefügten Quersaal hoch überragt. Dieser zeichnet sich durch seine schlichte blockhafte Gestalt aus, die lediglich von den Fensterachsen rhythmisiert wird. Der Chor öffnet sich in einem Triumphbogen in den Saal und gibt den Blick frei auf die dort befindlichen Wandmalereien, die um das Jahr 1400 entstanden sind. Die Kirche beherbergt einen erhaltenen Taufstein aus dem 16. Jh. sowie eine Orgel aus dem Jahr 1843.
- Frau-Holle-Teich

Der Frau-Holle-Teich liegt in einer Senke auf dem Meißner. Überlieferungen folgend ist die Frau Holle auf dem Meißner zu Hause. Den Flurnamen „Frau-Holle-Teich“ gibt es nachweislich schon seit mindestens 300 Jahren. Das Areal steht seit 1926 unter Naturschutz.
- Kripp- und Hielöcher

Die Hie- und Kripplöcher liegen beim Ortsteil Frankershausen. Das gesamte Gebiet ist als Naturschutzgebiet ausgewiesen. Das Karstgebiet ist durch größere und kleinere, flache oder tiefe Einstürze geprägt. Die Kripplöcher dürfen ohne Führer nicht betreten werden. 1958 versank ein ganzes Kuhgespann in einem neuen Erdfall (Erdfälle entstehen durch die Auswaschung von Gips- und Salzlagern).
- Hünengrab

Im Norden von Hitzerode liegen etwa fünf bis sieben Hünengräber aus der Zeit um 2000 v. Chr. Im Jahre 1880 öffnete man das erste, Ende August 1881 unter wissenschaftlicher Anleitung das zweite Grab. Es war das größte mit einem Durchmesser von ca. 16 Metern, die Ausgrabung dauerte drei Tage. Damals fand man zwei aus losen Steinen aufgeschichtete, unter der Erde ringsherum verlaufende Wälle. Im Inneren lagen einige menschliche Knochen sowie Kohleteilchen.
- Römerlager

Nördlich von Hitzerode am Nordhang des Ihringsberges liegt das sogenannte Römerlager. Es handelt sich um ein mit einem Graben umgebenes Wallviereck mit abgerundeten Ecken, die Reste einer frühmittelalterlichen, germanischen Anlage. Die Ausmaße der Wälle betragen von Westen nach Osten etwa 85, von Süden nach Norden etwa 75 Meter in der Länge. Die Höhe des Walles beträgt heute durchschnittlich 2 bis 3 Meter. Ein kleiner und offener Raum war mit starker Verschanzung angelegt worden.
- Römerschanze

Östlich von Hitzerode auf dem Bergvorsprung „Weidscher Kopf“ liegt die sogenannte Römerschanze. Wall- und Grabenanlage trennen dort den vorspringenden Weidschen Kopf vom übrigen Hitzeröder Hochplateau. Erkennbar ist, dass es sich um eine Wallburg handelte, deren Ursprünge – historisch allerdings nicht belegt – ins frühe Mittelalter ragen dürften.
- Hohe Schanze

Südlich von Hitzerode im östlichen Höllental befindet sich die Hohe Schanze. Diese liegt ca. 300 Meter östlich vom Bilstein. Auch hier handelt es sich um eine Wallburg, der Bergvorsprung ist durch Halsgraben und doppelten Wallgraben abgesetzt. Der doppelte Wallgraben umgibt die gesamte Anlage. Mauerreste sind nicht vorhanden, eventuell bestand die Anlage nur aus Holzbauten. Die Entstehung der Burg wird in das 10./11. Jahrhundert datiert. Ob es sich bei der Anlage um eine Belagerungsburg gegen den Bilstein oder um eine Vorgängeranlage derselben handelt, ist nicht geklärt. Die Hohe Schanze wird auch als Hohenstaufenschanze betituliert.
- Schnepfenburg

Zwischen Höllental und Kuhbachtalb erhebt sich südöstlich von Hitzerode die sogenannt Schnepfenburg. Es handelt sich um eine mittelalterlich Burganlage. Die Anlage selbst bestand aus einer Hauptburg und einer Vorburgen, die durch einen Halsgraben von der Hauptburg getrennt war. Einige Mauerreste, der Halsgraben und Reste von Kellern sind noch sichtbar, Vertiefungen lassen auf weitere eingestürzte Keller schließen. Die Gründung der Burg ist nicht bekannt, anhand von Keramikfunden kann die Nutzung der Burg ins 12. bis 14. Jahrhundert datiert werden.
- Schanze über dem Bilstein

Oberhalb der Burg Bilstein erhebt sich als dritte nachgewiesene Schanze im Höllental die sogenannte „Schanze über dem Bilstein“, in der Umgebung auch als „Namenlose Schanze“ bezeichnet. Wall- und Grabenreste lassen die Burganlage noch erkennen. Ursprung und Verwendung der Burg sind nicht bekannt, jedoch wird als realistisch angesehen, dass es sich bei der Anlage um eine vorgeschobene Sicherungsanlage des Bilsteins handelte.
- Wehrkirche in Frankershausen

Bei der klassizistisch erweiterten Wehrkirche von Frankershausen handelt es sich um eine evangelische Pfarrkirche mit frühgotischem Kern, die den Mittelpunkt des alten Dorfkerns gebildet hat. Von außen dominiert der hinter dem wenig gegliederten Baukubus hervorstechende Chorturm.

## Persönlichkeiten
Karl Gleitz (1862–1920), Komponist